# Ľudovít Šenšel
Ľudovít Šenšel (13. dubna 1888 Očová – 22. července 1956 Liptovská Porúbka) byl slovenský a československý evangelický kněz, středoškolský učitel, poválečný politik a poslanec Prozatímního Národního shromáždění a Slovenské národní rady za Demokratickou stranu. Po roce 1948 pronásledovaný komunistickým režimem.

## Biografie
Narodil se v učitelské rodině. Jeho otcem byl Štefan Šenšel, matkou Ľudmila rozená Izáková. Studoval na gymnáziu v Banské Bystrici, maturitu složil v Šoproni, kde pak také roku 1910 absolvoval studium teologie. Studijně pobýval v Lipsku a Edinburghu, kam byl pozván díky stipendiu od slovakofila Roberta Williama Setona-Watsona. Jeho spolužákem tu byl pozdější významný slovenský politik Martin Rázus. Angažoval se pak zejména v evangelické církvi. V letech 1914–1956 byl evangelickým farářem v obci Liptovská Porúbka. Profiloval se jako výrazný kazatel a senior církve v regionu Liptova. Byl rovněž správcem a předsedou spolku Tranoscius. Patřil mezi zakladatele časopisu Tvorba, působil coby redaktor Cirkevných listov a Tranovského kalendára. Byl předsedou Hurbanovy evangelické literární společnosti a členem jazykovědného odboru Matice slovenské (z něj ale musel z politických důvodů odejít). Působil jako učitel na škole v Liptovské Porúbce a na Hodžově gymnáziu v Liptovském Svätém Mikuláši. Podílel se na publikaci učebnic náboženství. V meziválečné době se angažoval v Slovenské národní straně jako její místopředseda. Zastupoval ji v slovenském zemském zastupitelstvu. Za druhé světové války se podílel na domácím odboji. Byl předsedou povstaleckého Revolučního národního výboru v Liptovské Porúbce.
V letech 1945–1946 byl poslancem Prozatímního Národního shromáždění zastupujícím Demokratickou stranu. V parlamentu setrval Šenšel do parlamentních voleb v roce 1946. Na základě výsledků parlamentních voleb roku 1946 byl zvolen do Slovenské národní rady. Po únorovém převratu v roce 1948 byl rozhodnutím akčního výboru Demokratické strany v březnu 1948 zbaven mandátu v SNR a vyloučen z politického i veřejného života.